# Otto Laporte
 (juin 2017).
Otto Laporte (23 juillet 1902 – 28 mars 1971) est un physicien américain d'origine allemande qui a travaillé dans les domaines de la mécanique quantique, de la propagation des ondes électromagnétiques, de la spectroscopie et de la dynamique des fluides. La règle de Laporte (en) en spectroscopie ainsi que le prix Otto Laporte de la Société américaine de physique portent son nom. 

## Éducation
Ses ancêtres descendent des Huguenots qui ont émigré en Suisse au XVIIe siècle. Son père étant officier dans l'armée, ils ont habité dans les villes fortifiées de Mayence, Cologne et  Metz. Ils retournent à Mayence au début de la Première Guerre mondiale.
Au printemps 1920, la famille s'installe à Francfort pour un an où Laporte suit des cours à l'université. Il y rencontre les mathématiciens Arthur Schoenflies, Ludwig Bieberbach et Ernst Hellinger et les physiciens Max Born et Alfred Landé. Au cours de l'été 1920, la famille s'installe à Munich. Laporte devient un étudiant d’Arnold Sommerfeld à la Ludwig-Maximilians de l'université de Munich après une recommandation de Max Born. À l'époque, Wolfgang Pauli était un assistant de Sommerfeld et ses étudiants comprenaient Werner Heisenberg, Gregor Wentzel, Karl Herzfeld ou Paul Peter Ewald. Ses premières recherches portent sur la diffraction des ondes électromagnétiques autour d'un corps sphérique, sujet de sa thèse de doctorat sous la direction de Sommerfeld et soutenue en 1924. Il a également apporté une contribution à la compréhension de la structure atomique au cours de son séjour dans l'université,,,. Il a notamment découvert la règle de Laporte.

## Vie et travail
Grâce au soutien de son directeur de thèse, Laporte obtient une bourse de la Fondation Rockefeller. D'une durée de deux ans à partir de 1924, celle-ci lui permet d'effectuer un séjour postdoctoral au NIST.
En 1926 il est invité par le président du département de physique de l'université du Michigan pour y être assistant professeur.
En 1928, Laporte a été invité en tant que conférencier à  l'université impériale de Kyoto. Mais il doit revenir à Munich pour un poste de professeur. Il retournera au Japon par la suite tout en apprenant la langue et la culture du pays. 
Il devient citoyen américain en 1935 puis devient un analyste du renseignement de 1949 à 1950 au sein de l'armée d'occupation américaine à Heidelberg.
Il est également conseiller scientifique à l'ambassade américaine de Tokyo de 1954 à 1955 puis de 1961 à 1963, intervenant notamment à propos de l'énergie atomique.
En 1944, Laporte s'intéresse à la dynamique des fluides, faisant plusieurs découvertes importantes dans ce domaine.
Laporte avait un certain nombre de passe-temps, notamment le piano et l'horticulture.
Otto Laporte meurt en 1971, à Ann Arbor (Michigan) des suites d'un cancer de l'estomac en laissant sa femme Adele Laporte et ses filles Irene, Claire et Marianne Laporte.

## Distinctions
- 1971 – Première personne élue à titre posthume à l'Académie Nationale des Sciences

## Livres
- Otto Laporte Theorie der Multiplettspektren tiré à part de Walter, Grotrian-steinweg et coll., Grundlagen der Astrophysik Vol. 3, Partie 2 (Springer, 1930)
- Otto Laporte et R. C. F. Bartels Investigation of the Exact Solution of the Linearized Equations for the Flow Past Conical Bodies (Université du Michigan à Ann Arbor Bureau de l'Administration de la Recherche, 1948)
- Arnold Sommerfeld, traduit à partir de la première édition allemande par Otto Laporte et Pierre A. Moldauer Optique - Conférences sur la Physique Théorique, tome IV (Academic Press, 1964) [allemand, titre et éditeur: Arnold Sommerfeld Optik - Vorlesung = über theoretische Physik la Bande 4 (Dieterich sche Verlagsbuchhandlung, 1950)]

## Sélection scientifique
- Otto Laporte Zur Theorie der Ausbreitung elektromagnetischer Wellen auf der Erdkugel, Annalen der Physik, 375 (8) 595-616 (1923).
- J. E. Mack, Otto Laporte, et R. J. Lang, The Application of the X-Ray Laws to Optical Spectra of Higher Rank, and the Classification of Ga IV and Ge V, Phys. Rév. 31 (5) 748 - 772 (1928).  Article reçu en février 1928.
- O. Laporte et D. R. Inglis, Resonance Separations in Configurations of type p5s and d9s, Phys. Rév. 35 (11) 1337 - 1341 (1930). Article reçu le 21 avril 1930.
- Otto Laporte et George E. Uhlenbeck, Application of Spinor Analysis to the Maxwell and Dirac Equations, Phys. Rév. 37 (11) 1380 - 1397 (1931). Article reçu le 24 février 1931.
- Otto Laporte, George R. Miller et Ralph A. Sawyer, The First Spark Spectrum of Rubidium (Rb II), Phys. Rév.  38 (5) 843 - 853 (1931). Article reçu le 23 juillet 1931.

## Source de la traduction
- (en) Cet article est partiellement ou en totalité issu de l’article de Wikipédia en anglais intitulé « Otto Laporte » (voir la liste des auteurs).